# Tokyos Olympiastadion (2020)

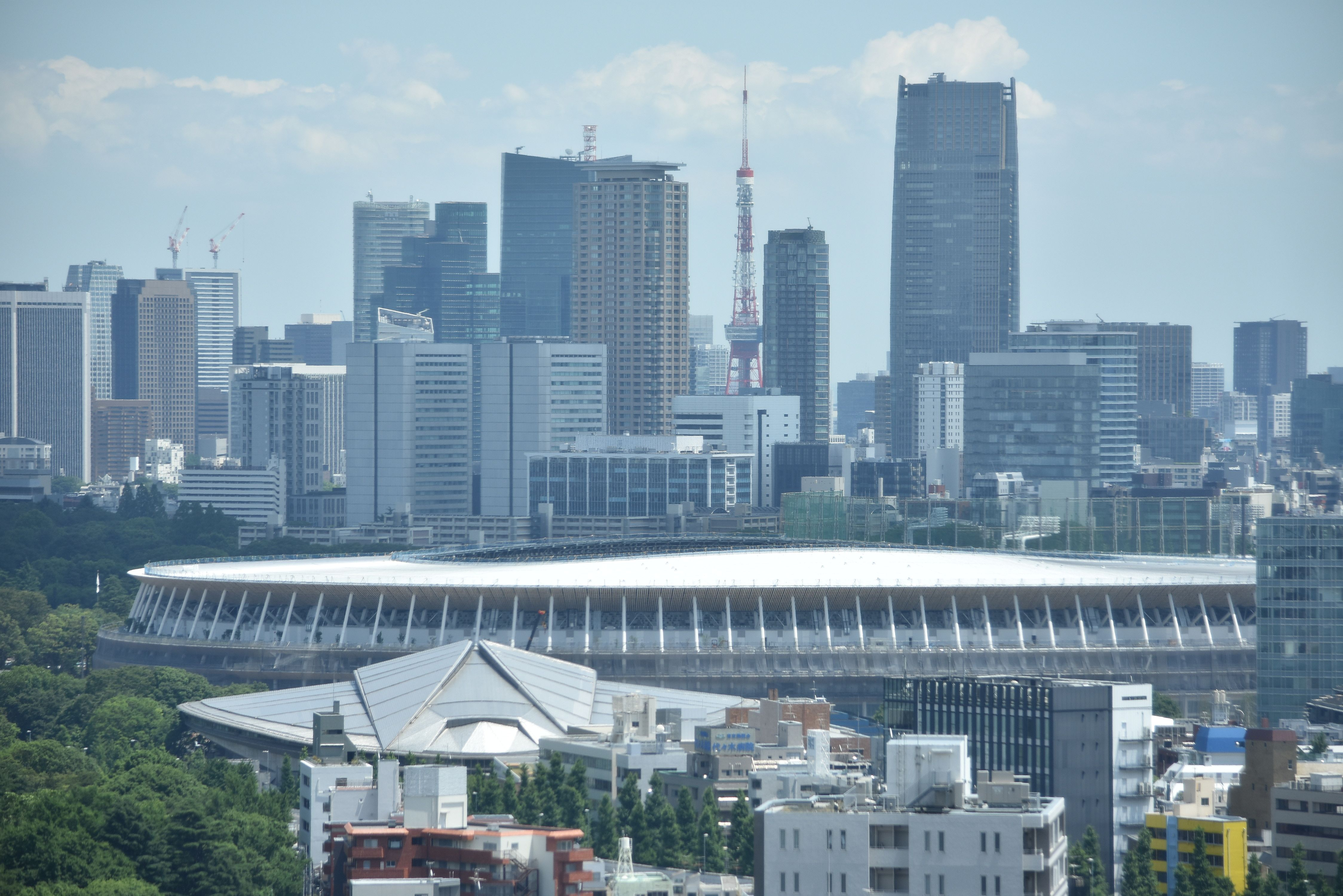

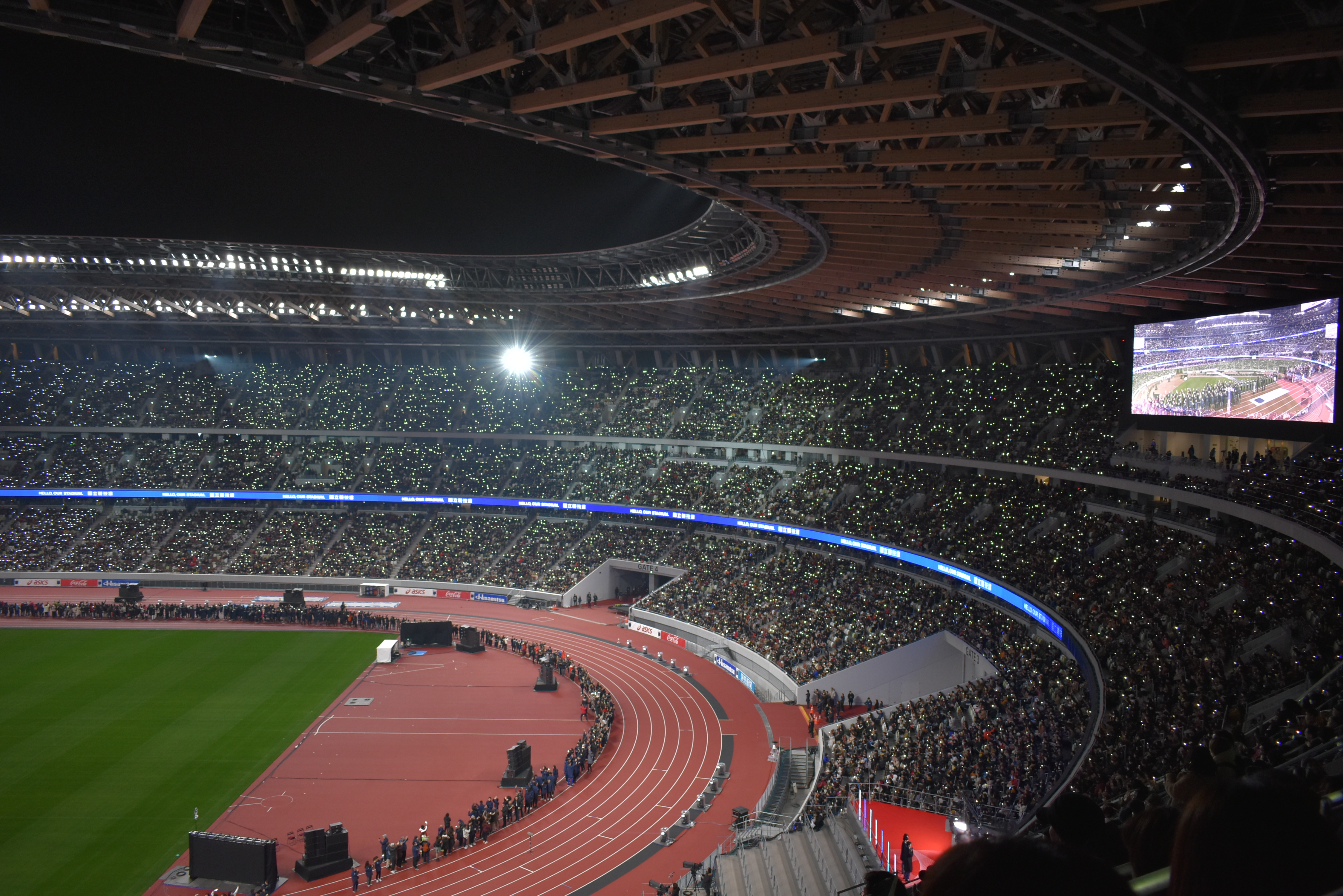

Tokyos Olympiastadion (japanska: 新国立競技場, Shin kokuritsu kyōgijō) är en idrottsarena i Tokyo, invigd den 21 december 2019. Den ligger i distriktet Shinjuku nära Shinjuku Gyoen-parken på samma plats där den förra Olympiastadion låg. Den har en maxkapacitet på 68 000 åskådare; möjlighet kommer även att finnas att utöka antalet platser till 80 000 om det skulle bli aktuellt med en VM-final i fotboll. Stadion ska tjäna som huvudarena, inkluderande invigning, avslutning och friidrottstävlingarna, under OS 2020.

## Historik
2008 drogs planer upp om en ersättare för den då ålderstigna Olympiastadion (invigd 1958 inför de tredje asiatiska spelen). Definitivt beslut om rivning och bygge av en ersättningsarena togs efter att Tokyo tilldelats värdskapet för Olympiska sommarspelen 2020. Den gamla olympiastadion stängdes därför i december 2014 och revs under nästföljande år.
Den ursprungliga utformningen ritades av den brittiska arkitekten Zaha Hadid, men efter kraftiga fördyrningar på grund av okonventionell design beslutades om en ändrad utformning. Den slutliga designen på stadion beräknas kosta motsvarande 12 miljarder kronor (149 miljarder yen), att jämföra med 18 miljarder i Hadids variant som bland annat inkluderade ett skjutbart tak och två långa bågar. Antalet läktarplatser skars också ner från ursprungliga 80 000 till 68 000, med möjlighet till tillfälliga sittplatser. Det slutliga arenaförslaget för den nya arenan togs fram av Kengo Kuma.
Bygget inleddes formellt den 11 november 2016 då första spadtaget togs med premiärminister Shinzo Abe på plats. Arenan beräknas kosta 149 miljarder yen (cirka 12 miljarder kronor) att färdigställa och planeras stå färdig i november 2019. På grund av byggprojektets försening kunde den nya olympiastadion inte användas till världsmästerskapet i rugby 2019.
[uppföljning saknas]
I oktober 2018 bekräftades att det första arrangemanget på Olympiastadion kommer att bli Kejsarens Cup-finalen den 1 januari 2020. Arenan kommer sedan att användas till invignings- och avslutningsceremonierna, friidrottstävlingarna samt finalmatcherna i fotbollen under de olympiska och paralympiska spelen 2020.

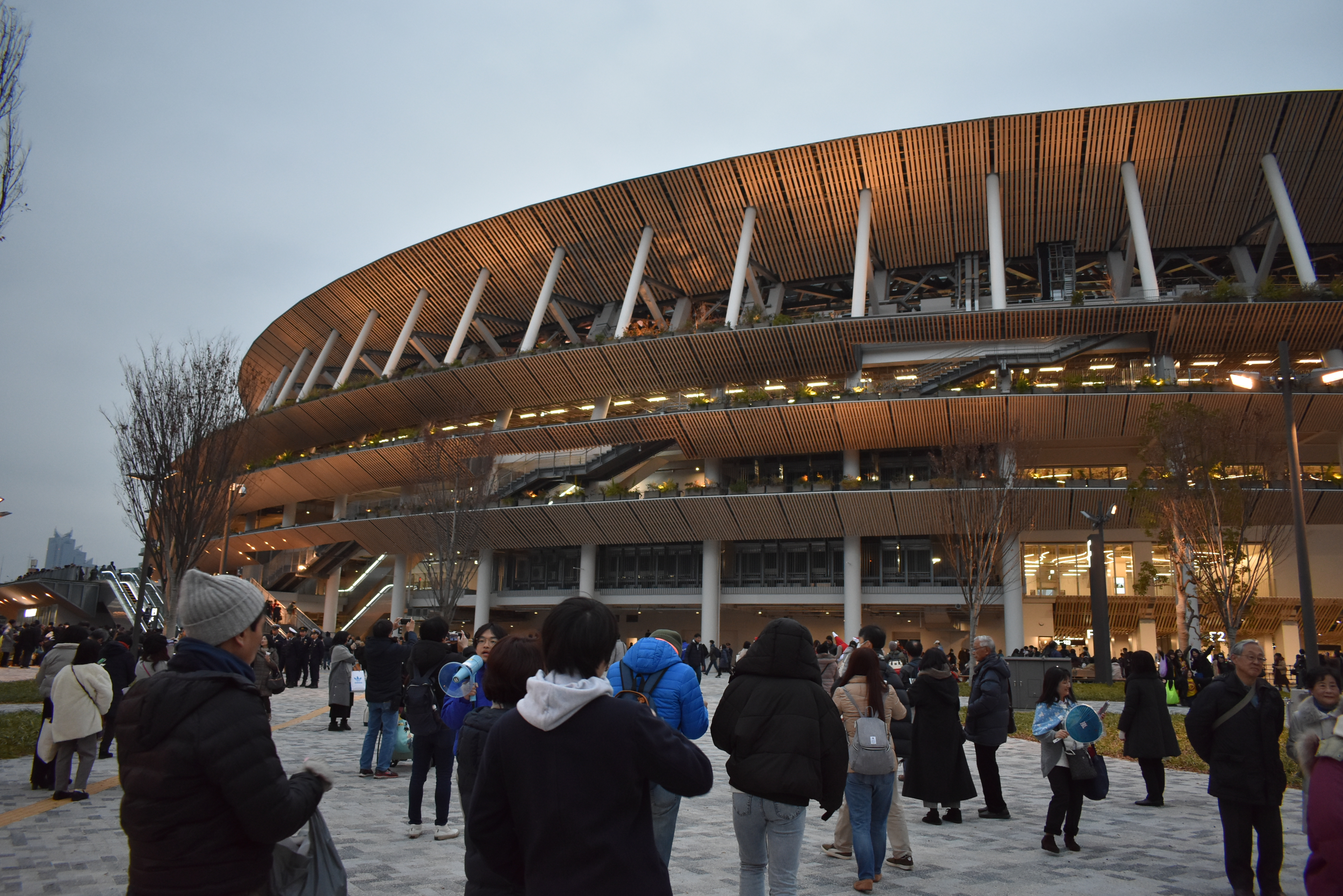
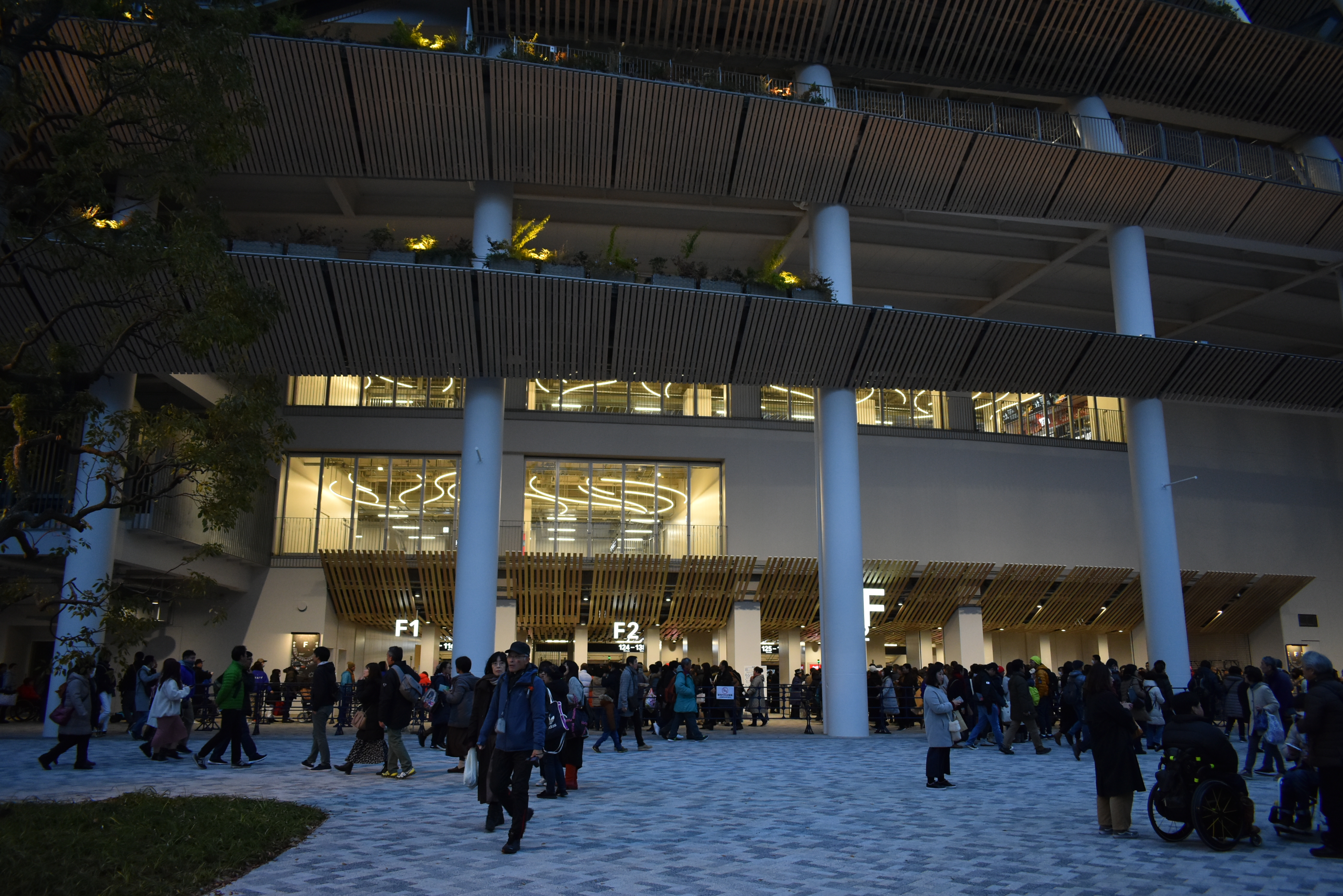
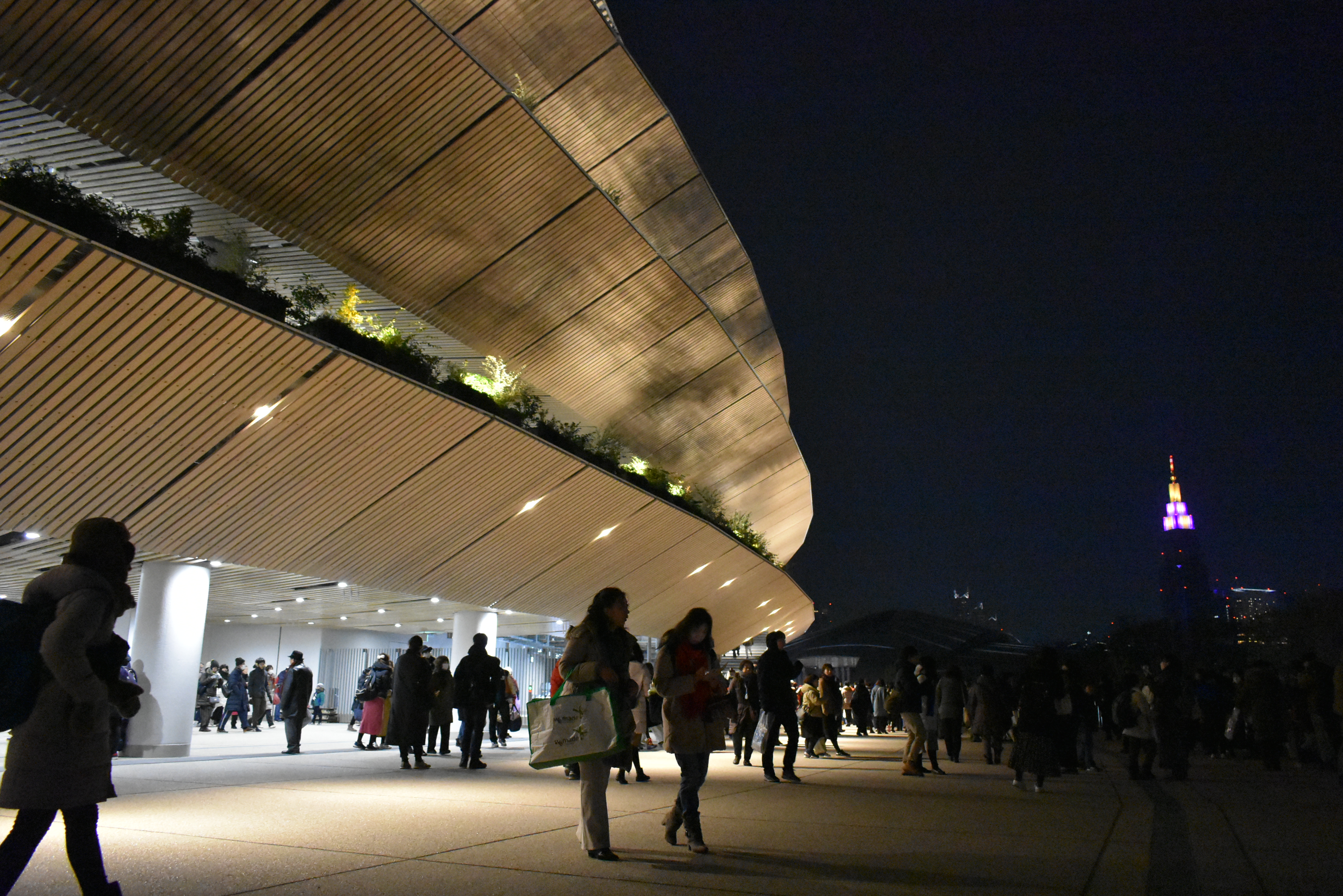